# Tschagodoschtscha
Die Tschagodoschtscha (russisch Чагодоща, im Oberlauf auch russisch Ча́года (Tschagoda)) ist ein linker Nebenfluss der Mologa in den russischen Oblasten Leningrad und Wologda. Die Tschagodoschtscha hat ihr Quellgebiet am Tichwiner Höhenzug, einem Abschnitt der Waldaihöhen. Die Tschagodoschtscha bildet den Abfluss des kleinen Sees Schipkowskoje im Boksitogorski rajon im Südosten der Oblast Leningrad.
Sie fließt in überwiegend südöstlicher Richtung durch den Westen der Oblast Wologda und mündet schließlich in die Mologa, einem Zufluss des Rybinsker Stausees.
Die Tschagodoschtscha hat eine Länge von 242 km. Sie entwässert ein Areal von 9680 km².
Die Tschagodoschtscha wird im Wesentlichen von der Schneeschmelze gespeist. Im Frühjahr, in den Monaten April und Mai, führt sie Hochwasser.
Der mittlere Abfluss 112 km oberhalb der Mündung beträgt 58 m³/s.
Ab November / Dezember ist der Fluss eisbedeckt und bleibt dies bis Anfang Mai.
Die bedeutendsten Nebenflüsse der Tschagodoschtscha sind Gorjun, Lid und Wnina von links sowie Pes von rechts.
Größter Ort am Flusslauf ist die Siedlung städtischen Typs Tschagoda.
Die unteren 157 km des Flusslaufs (ab der Einmündung des Gorjun) bilden einen Bestandteil des Tichwiner Kanalsystems, das die Wolga mit der Ostsee verbindet.